# 프린켑스
프린켑스(princeps)는 "가장 앞서는",, "수장", "제일인자", "가장 높은 귀족"을 의미하는 라틴어 낱말이다. 칭호로서 프린켑스는 로마 공화국에서 기원하는데, 여기서 로마원로원의 주도적인 일원이 원로원 프린켑스가 된다.
프린스의 중세 호칭은 프린켑스의 파생이다.

## 로마 군사
- 프린키페스
- 켄투리오

## 로마 황제
제1시민(Princeps civitatis)은 로마 황제의 공식 칭호였다. 이것이 원수정 로마제국 체계를 만들었다.

## 로마가 아닌 의미에 사용된 예시
- 노랑반점바위너구리(Heterohyrax brucei princeps)

## 픽션
- 소설 삼체에서 프린켑스는 트리솔라란(Trisolaran) 문명의 지도자의 칭호이다.
- 책 마의 산에서 "Princeps Scholasticorum"는 나프타를 소개하기 위해 Settembrini가 사용하는 호칭이다.

## 같이 보기
- 국가원수

## 참고 자료
- Grant, Michael, The Twelve Caesars, Michael Grant Publications 1975, ISBN 0-684-14402-6